# Trolebuses de Córdoba
La ciudad de Córdoba es una de las tres ciudades argentinas que poseen, en su sistema de transporte urbano, líneas de trolebuses en funcionamiento. Son conducidos por mujeres.
Las otras ciudades son Rosario y Mendoza. Anteriormente existieron en Buenos Aires, Mar del Plata, La Plata y Tucumán, pero fueron suprimidos en la década de los 1960. 
En el año 2021 se agregaron nuevas unidades,  5 Trolza Optima y 2 Trolza Megapolis, ambos de pisos bajos.
El resto de la flota son más de 30 unidades ZIU-682 y 683.
En años posteriores a 2021 el refuerzo de unidades para el mismo recorrido se ha realizado con colectivos diesel.
El servicio fue inaugurado el 7 de mayo de  1989 (36 años).

## Historia

### Origen

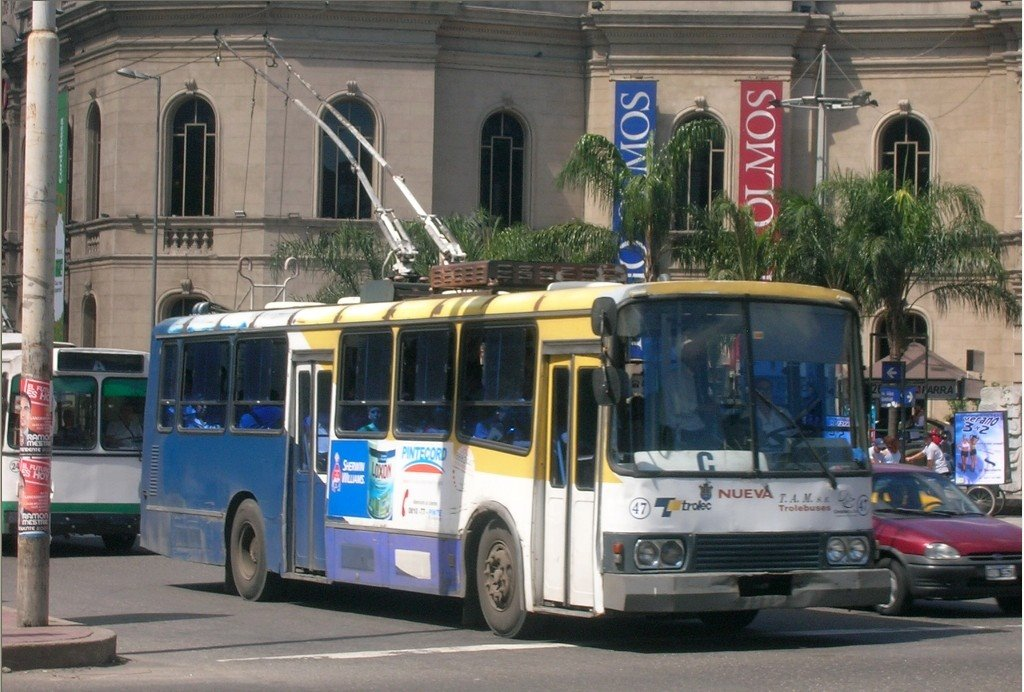
Trolebús de origen chino en Vélez Sarsfield y Bulevar San Juan.

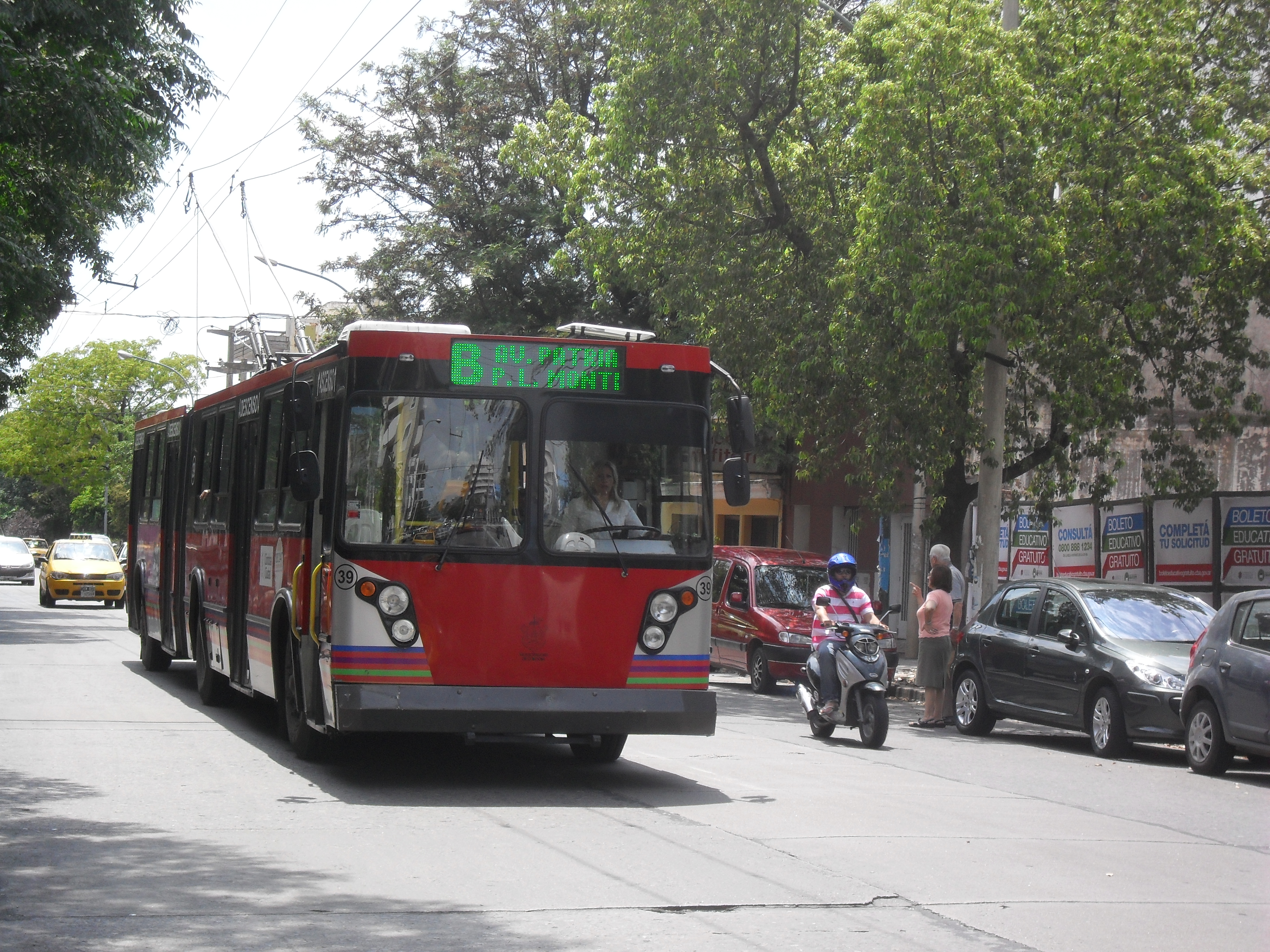
Trolebús moderno de la línea B en B°Gral. Paz.

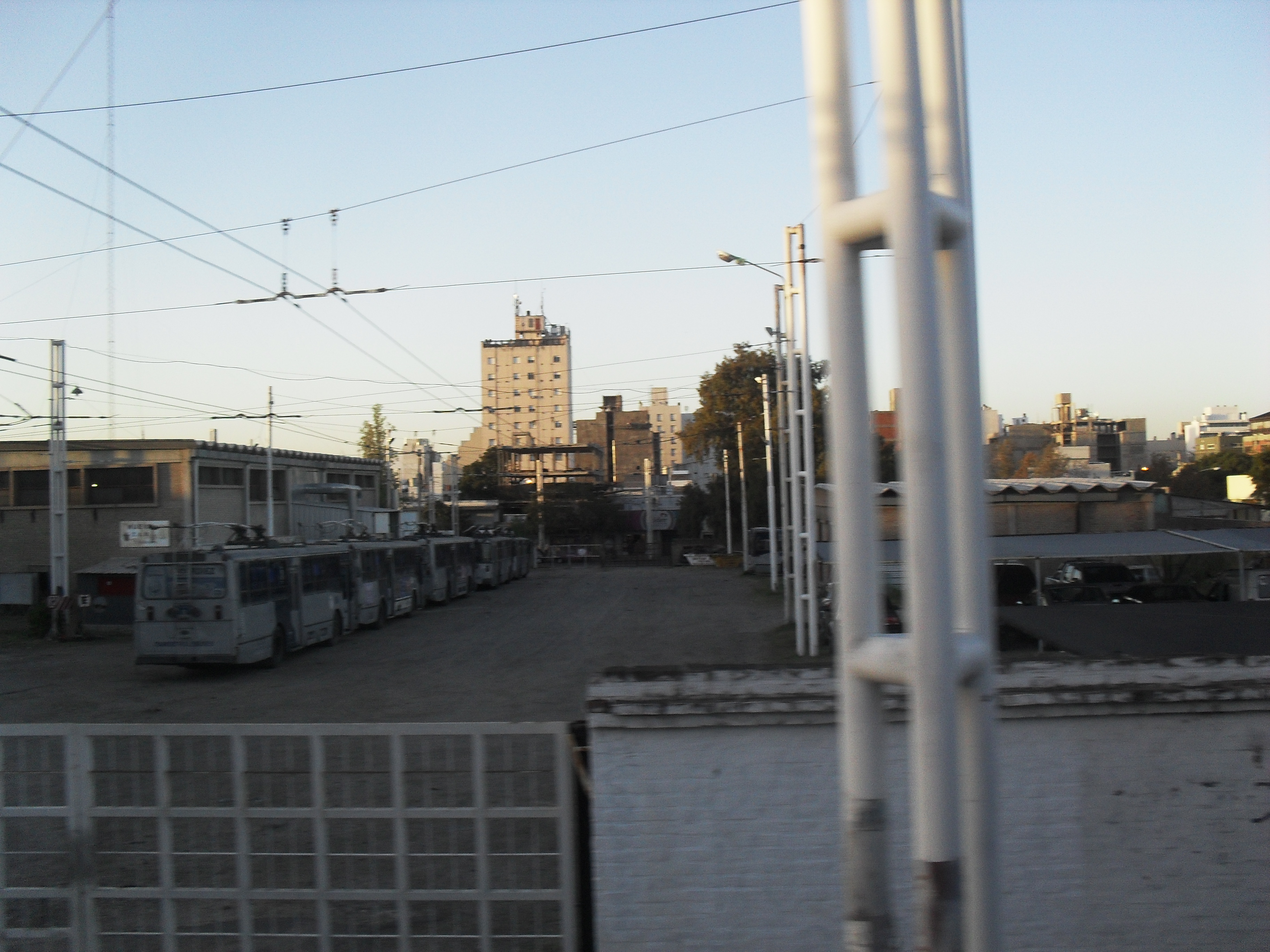
Depósitos en B°Gral. Paz.

Como parte de un ambicioso proyecto municipal de mejoramiento del transporte público se decidió[¿cuándo?] la incorporación de trolebuses al sistema de transporte urbano de pasajeros.
La firma soviética “VVO Technoexport” se encargó de la instalación llave en mano de los primeros trolebuses marca ZiU (Zavod imeni Uritskogo, actual TROLZA), generación 9, modelo 682b.
El tendido eléctrico es aéreo por catenaria y como tal, no es contaminante in situ.
En el año 1990 se incorporan los trolebuses rusos articulados con tecnología de tiristores, que aseguran un manejo más sereno de la unidad. Para el año 1992 había 32 trolebuses simples y 12 articulados marca ZiU, generación 10, modelo 683c. Estos últimos con una capacidad de 46 asientos y 166 pasajeros totales con una longitud de 17,5 m. En el año 2000 se agregan 16 trolebuses Norinco, de fabricación china, modelo Shenfeng.[cita requerida]
Las empresas que han prestado el servicio de transporte han sido, sucesivamente:
- Expreso Emir S.A.: desde 1989 hasta 1993;
- Transportes Eléctricos Cañadense S.A: desde 1993 hasta 1996;
- Municipalidad de Córdoba: desde 1996 hasta 1997;
- Trolecor S.A.: desde 1998 hasta julio de 2004.
- T.A.M.S.E. (Transporte Automotor Municipal Sociedad del Estado): desde julio de 2004.

### Historial del servicio
A fines de 2007 la empresa municipal TAMSE contaba con 34 trolebuses en funcionamiento y 2 en proceso de recuperación para cubrir las líneas A, B y C. De ese total, sólo cinco son de origen chino, una tecnología que incluso los propios mecánicos y operadoras opinan que es de calidad inferior.[cita requerida]
En 2008 el resto de las unidades se encontraba en depósito en la Sede Base de Viamonte esquina Oncativo, por falta de repuestos y con marcado deterioro.
Una particularidad es que los trolebuses de Córdoba son conducidos exclusivamente por mujeres.
A partir de 2008 se empiezan a renovar los trolebuses articulados en la empresa Plegacor, la cual cambia chapas, butacas ventanillas y el frente con carteles LED. Se los reconoce por quedar pintados de color rojo.-
En 2009, la gestión de Daniel Giacomino pagó 428 mil dólares por un trolebús de origen bielorruso marca Belkommunmash que no tuvo buen desempeño.[¿según quién?]
El 21 de julio de 2011 se presentaron nuevas unidades articuladas que extenderán los recorridos de las líneas A y B sin necesidad de extender el sistema de cableado y catenarias.
A principios de 2014 la municipalidad de Córdoba adquiere de Trolza-Market, 7 unidades no articuladas con capacidad para 90 pasajeros cada una. 5 de las cuales son del tipo cola levantada, modelo Óptima y 2 unidades de piso bajo modelo Megápolis, estas últimas con la capacidad de circular 10 kilómetros sin catenarias. El costo es de 199 mil y 274 mil dólares respectivamente cada unidad.
En 2015 se incorporan siete unidades cero kilómetro de piso bajo y con capacidad para cien pasajeros. Estas últimas, de moderna tecnología, cuentan con una autonomía de 30 kilómetros y todas están equipadas con aire acondicionado.
En febrero de 2019 se agrega Wi-Fi de alta velocidad a todas las unidades de trolebuses.

### Proyectos a futuro
Extender las líneas de la siguiente manera:
La línea A, que enlaza barrio Mariano Fragueiro con la plaza de las Américas, podría llegar hasta Villa El Libertador.
La línea B, que tiene la punta de línea en Zípoli y avenida Colón, podría llegar con sus servicios hasta el Tropezón.
La línea C, que finaliza en barrio Ameghino, se prolongaría hasta el CPC Ruta 20.

### Proyecto Bielorruso
El Trolebús articulado Belkommunmash fue adaptado especialmente para Argentina. La particularidad principal del vehículo es que puede funcionar sin cables de electricidad. Un generador diésel especial le permite recorrer unos 200 kilómetros, rebasando los límites de la catenaria. Los constructores previeron también el sistema de refrigeración adicional. Incluso cuando el tiempo sea muy caluroso, los mecanismos seguirán funcionando, y el chófer y pasajeros estarán cómodos. Tras referencias negativas en las pruebas, las autoridades municipales tomaron la decisión de no adquirir otras unidades de estas características.
Cada una de esas unidades articuladas estaba valuada en 309.000 euros (equivale a ocho colectivos urbanos) y cuenta con aire acondicionado, frenos antibloqueo: sus 18 metros de largo permiten trasladar a 170 pasajeros, 48 de ellos sentados.

## Flota
En la actualidad (2023) TAMSE tiene una flota de 270 unidades, de las cuales 40 son trolebuses y 230 buses. La empresa es la principal prestataria del sistema de transporte público de la ciudad de Córdoba.Entre ellas opera trolebuses marca Trolza modelo Optima y Megapolis además de los ZIU-682 y 683.
En 2022, Tamse adquirió 210 unidades de colectivos cero kilómetro, que además cuentan con cámaras de seguridad, wifi, aire acondicionado y con capacidad para dos sillas de ruedas o personas invidentes con perros guía.

## Líneas

### Línea A
Servicio diurno 
Desde B° Fragueiro a B° Güemes
Ida:  De Avellaneda y De los Santos – M. Fragueiro – Pje. Pacheco – J.J de Urquiza – Del Campillo – Av. Roque Saenz Peña – Av. General Paz – Av. Vélez Sarsfield – Rotonda Plaza de Las Américas.

### Línea A1
Servicio diurno 
Desde B° Fragueiro a B° Congreso
Ida: De Avellaneda y De los Santos – M. Fragueiro – Pje. Pacheco – J.J. de Urquiza – Del Campillo – Av. Roque Saenz Peña – Av. General Paz – Av. Vélez Sarsfield – Av. Armada Argentina – Lago Argentino – Fernando Casado – Vallejos – Hasta Parque Educativo Sur.

### Línea B
Servicio diurno 
Desde B° Alto Alberdi a B° Pueyrredón
Ida:  De Bv. D. Zípoli y Av. Colón por ésta – Av. Emilio Olmos – Av. 24 de Setiembre – Av. Patria hasta Padre Luis Monti.
Regreso:  De Padre Luis Monti y Av. Patria por ésta – Sarmiento – Bv. Guzmán – Lima – Santa Rosa – Avellaneda – Av. Colón – Esperanto – Santa Rosa – Bv. D. Zípoli hasta Av. Colón.

### Línea B1
Desde B° Pueyrredón a B° Autódromo
Ida: De Padre Luis Monti y Av. Patria por ésta – Sarmiento – Bv. Guzmán – Lima – Santa Rosa – Avellaneda – Av. Colón – Esperanto – Santa Rosa – Bv. D. Zípoli – Av. Colón – Av. Sagrada Familia – Octavio Pinto – Av. Rafael Núñez – Av. Donato Álvarez – Germán Vagni – José Massetti – Manuel Cubillos – Ángel Meunier – Oscar Cabalén – Manuel Calviño – Julio Bejanele – David Cetra – Germán Vagni.
Regreso: De U. Blas Pascal – Donato Álvarez – Av. Rafael Núñez – Luis de Tejeda – Av. Fernando Fader – Av. Sagrada Familia – Av. Colón – Av. Emilio Olmos – Av. 24 de Setiembre – Av. Patria hasta Padre Luis Monti.

### Línea C
Servicio diurno 
Desde B° Ameghino Norte a B° San Vicente
Ida:  De De la Fuente y Zanni por ésta – Félix Paz – Av. Fuerza Aérea – Av. Julio A. Roca – Peredo – Belgrano – Av. Marcelo T. de Alvear – Belgrano – Tucumán –Av. Colón – Av. Emilio Olmos – Av. 24 de Setiembre – Viamonte – Larrea – Rep. Dominicana – Alejandro Carbó – Carlos Pellegrini – San Jerónimo – Obispo Castellanos – Entre Ríos – Solares – San Jerónimo – Plaza Lavalle.

### Línea C1
Servicio diurno 
Desde B° Ameghino Norte a B° Ituzaingó
Ida: De la Fuente y Zanni  – Félix Paz – Av. Fuerza Aérea – Av. Julio A. Roca – Peredo – Av. Marcelo T. de Alvear – Belgrano – Tucumán – Av. Colón – Av. Emilio Olmos – Av. 24 de Septiembre – Viamonte – Larrea – Rep. Dominicana – Alejandro Carbó – Carlos Pellegrini – San Jerónimo – Obispo Castellanos – Entre Ríos – Solares – San Jerónimo – Diego de Torres – Agustín Garzón – Bancalari – Av. Sabattini – Vucetich hasta Schrodinger.